# Quang Minh, Lương Tài
Quang Minh là một xã thuộc huyện Lương Tài, tỉnh Bắc Ninh, Việt Nam. Xã được thành lập tháng 10 năm 2024, trên cơ sở sát nhập 2 xã cũ là Trừng Xá và Minh Tân.

## Địa lý
Xã Quang Minh có diện tích 11,42 km², dân số năm 2022 là 10.904 người, mật độ dân số đạt 954 người/km².

## Lịch sử
Năm 1893 Tổng Đặng Xá đổi tên thành Tổng Trừng Xá có 11 xã thôn: Trừng Xá, thôn An Cường và thôn Đăng Triều, Nhất Trai, thôn Cự thuộc xã Nhị Trai, Thận Trai, Vĩnh Trai, Hương Trai, Đỉnh Dương, thôn Đạm Trai xã Thận Trai, thôn Đông Linh xã Nhị Trai.
Năm 1948 bỏ đơn vị Tổng, địa phận Tổng Trừng Xá trước đây được tách ra thành xã Trừng Xá và xã Minh Tân.
Theo Quyết định số 422 pc/2 ngày 9 tháng 7 năm 1949 của Ủy ban Kháng chiến Hành chính Liên khu Xã Trừng Xá đổi tên thành xã Thắng Lợi.
Đến năm 1950 khi huyện Gia Bình và Lương Tài sát nhập thành huyện Gia Lương thì đổi lại tên cũ xã Trừng Xá.
Ngày 24 tháng 10 năm 2024, Ủy ban Thường vụ Quốc hội ban hành Nghị quyết số 1255/NQ-UBTVQH15 về việc sắp xếp đơn vị hành chính cấp xã của tỉnh Bắc Ninh giai đoạn 2023 – 2025 (nghị quyết có hiệu lực từ ngày 1 tháng 12 năm 2024). Theo đó, thành lập xã Quang Minh thuộc huyện Lương Tài trên cơ sở toàn bộ 5,43 km² diện tích tự nhiên, quy mô dân số là 5.207 người của xã Trừng Xá và toàn bộ 5,99 km² diện tích tự nhiên, quy mô dân số là 5.697 người của xã Minh Tân.
Xã Quang Minh có 11,42 km² diện tích tự nhiên và quy mô dân số là 10.904 người.

## Di tích, danh thắng
| STT | Tên di tích                  | Địa điểm                     | Ghi chú                          |
| --- | ---------------------------- | ---------------------------- | -------------------------------- |
| 1   | Đình làng Hương Trai         | Thôn Hương Trai, xã Minh Tân | tọa lạc tại giữa làng Hương Trai |
| 2   | Chùa Kim Quang               | Thôn Hương Trai, xã Minh Tân | tọa lạc tại cánh đồng Hương Trai |
| 3   | Đình làng Thận Trai          | Thôn Thận Trai, xã Minh Tân  | xây dựng lại năm 2018            |
| 4   | Chùa Nghiêm Quang            | Thôn Thận Trai, xã Minh Tân  | trùng tu xong năm 2018           |
| 5   | Đình làng Đạm Trai           | Thôn Đạm Trai, xã Minh Tân   |                                  |
| 6   | Chùa làng Đạm Trai (chùa Vẽ) | Thôn Đạm Trai, xã Minh Tân   |                                  |
| 7   | Chùa Đông Nhất (Khánh Vân)   | Thôn Nhất Trai, xã Minh Tân  |                                  |
| 8   | Đình làng An Cường           | Thôn An Cường, xã Minh Tân   |                                  |
| 9   | Chùa Phúc Sinh (Linh Quang)  | Thôn An Cường, xã Minh Tân   |                                  |

Hội đình làng tứ thôn diễn ra ngày 10/2 Âm lịch, là lễ hội rước thành hoàng của 4 thôn Thận Trai, Đạm Trai, Hương Trai và An Cường.

Hội đình làng tứ thôn xã Minh Tân, huyện Lương Tài
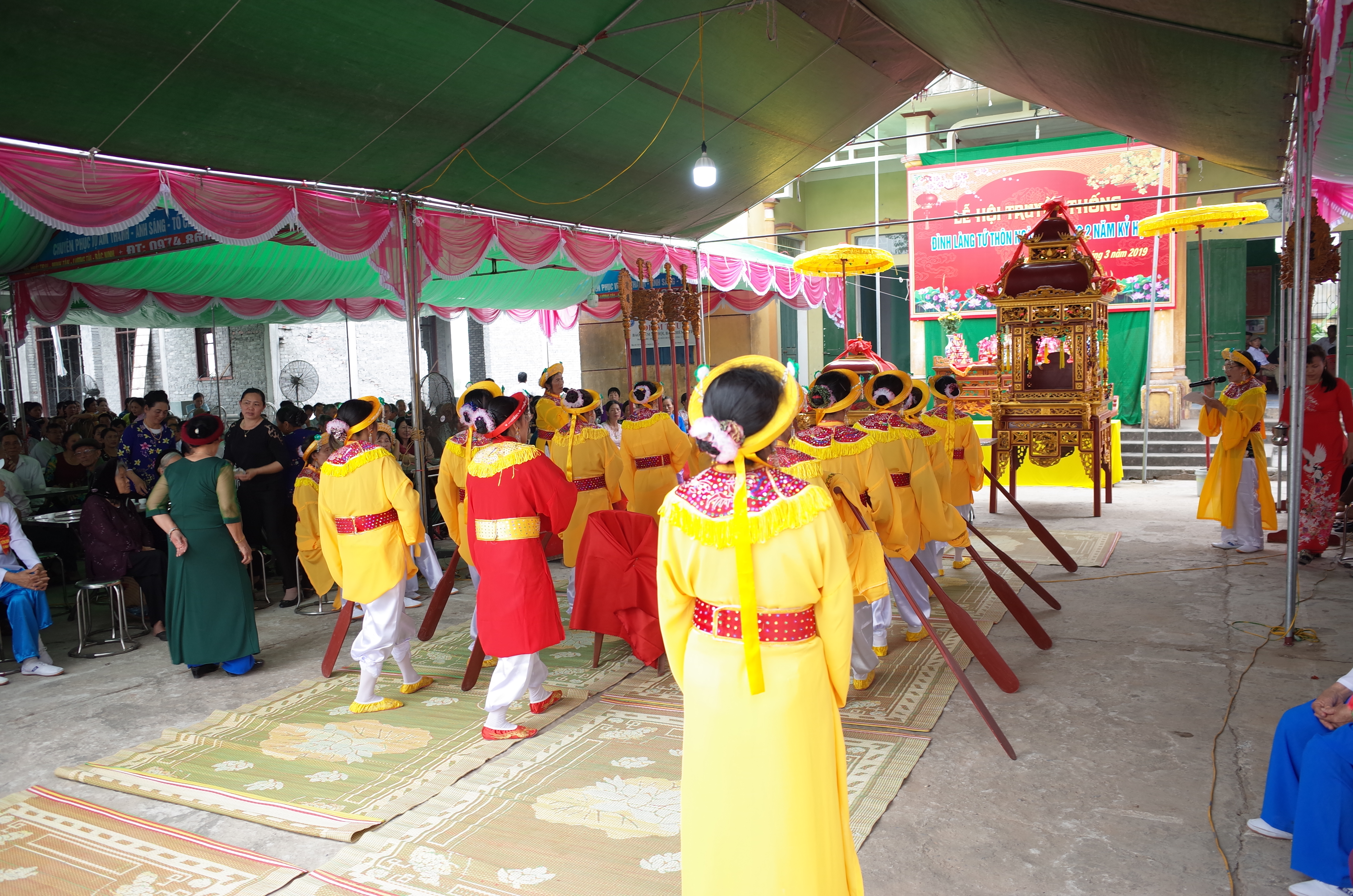
Văn nghệ Hội đình làng tứ thôn xã Minh Tân
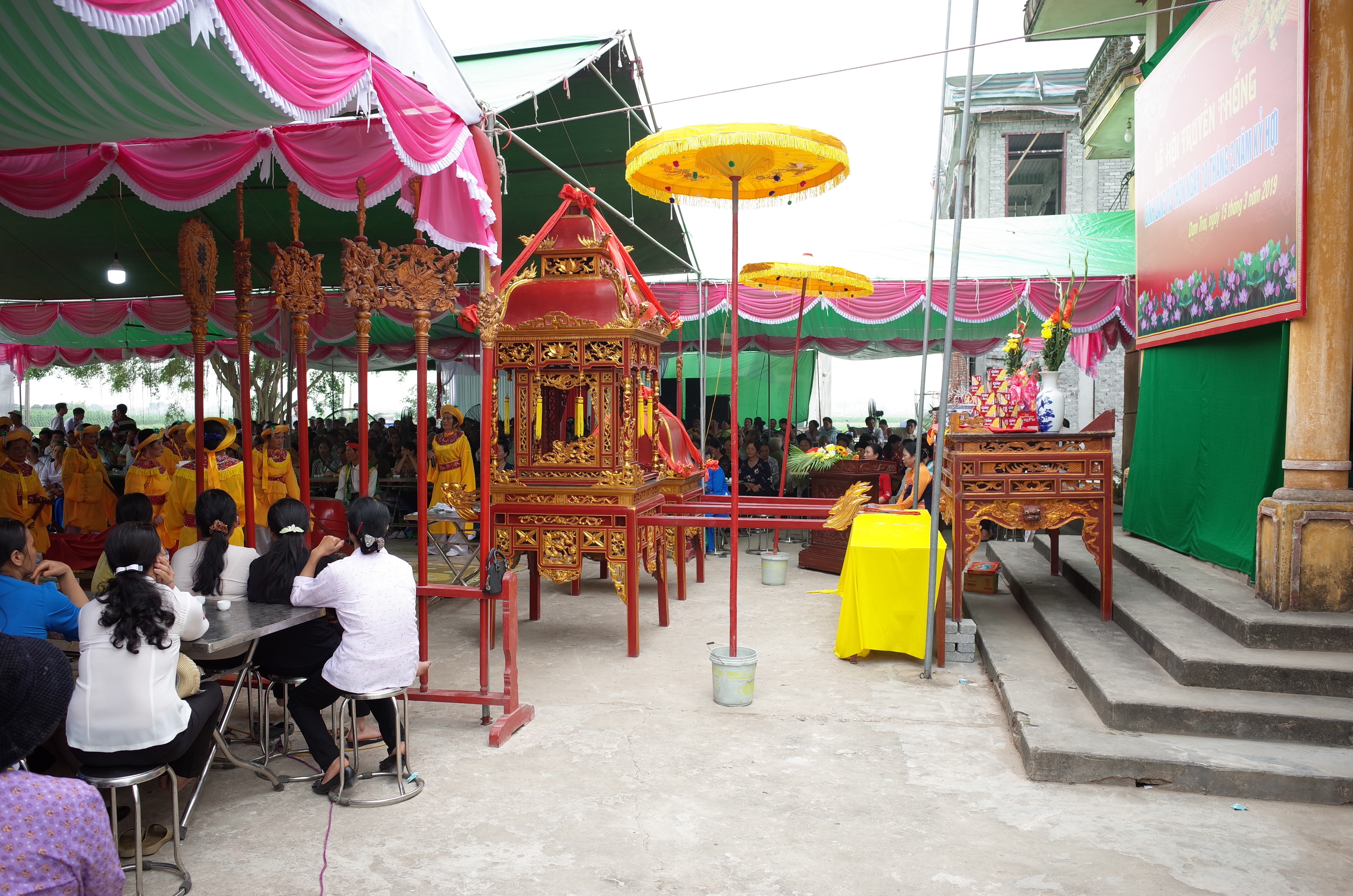
Kiệu rước thành hoàng Hội đình làng tứ thôn xã Minh Tân

Từ năm 2011, được nhiều nhà hảo tâm công đức nên các thôn đã xây dựng, trùng tu các đình, chùa to đẹp, văn hóa Phật giáo phát triển. Các hoạt động văn hóa văn nghệ quần chúng được tổ chức thường xuyên.

Một số di tích lịch sử, văn hóa xã Minh Tân, huyện Lương Tài
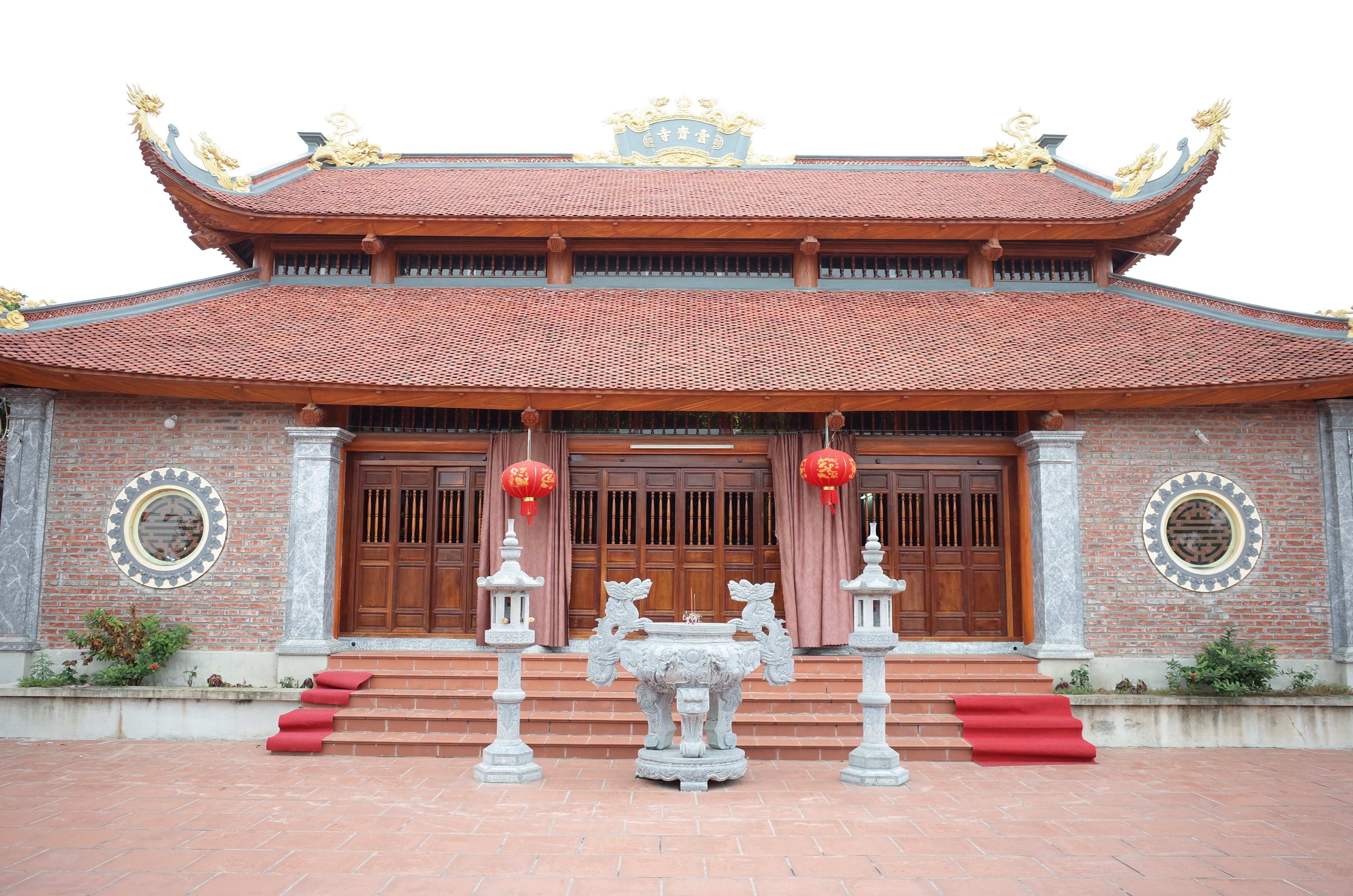
Chùa thôn Nhất Trai
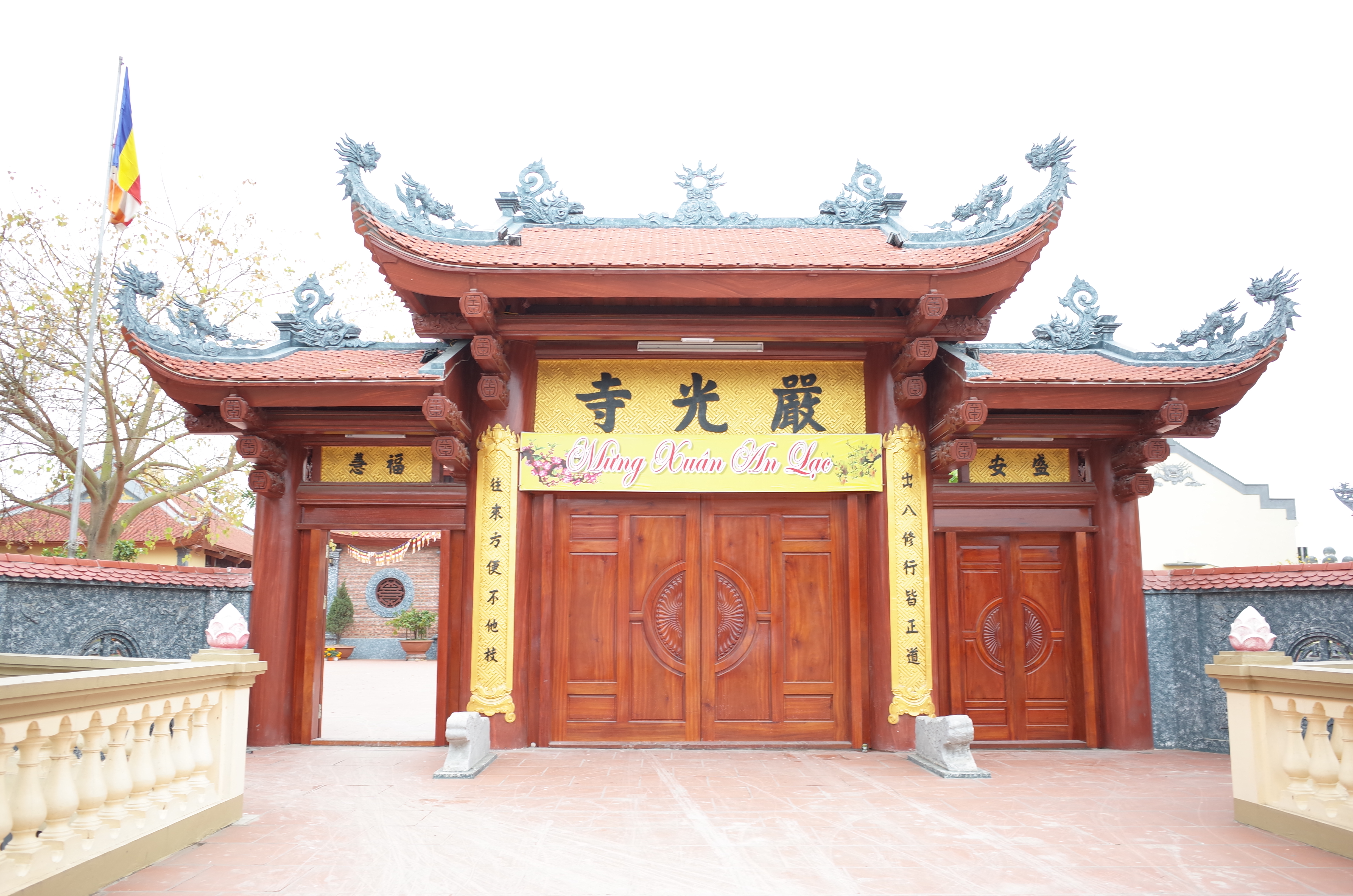
Cổng tam quan chùa Nghiêm Quang, thôn Thận Trai
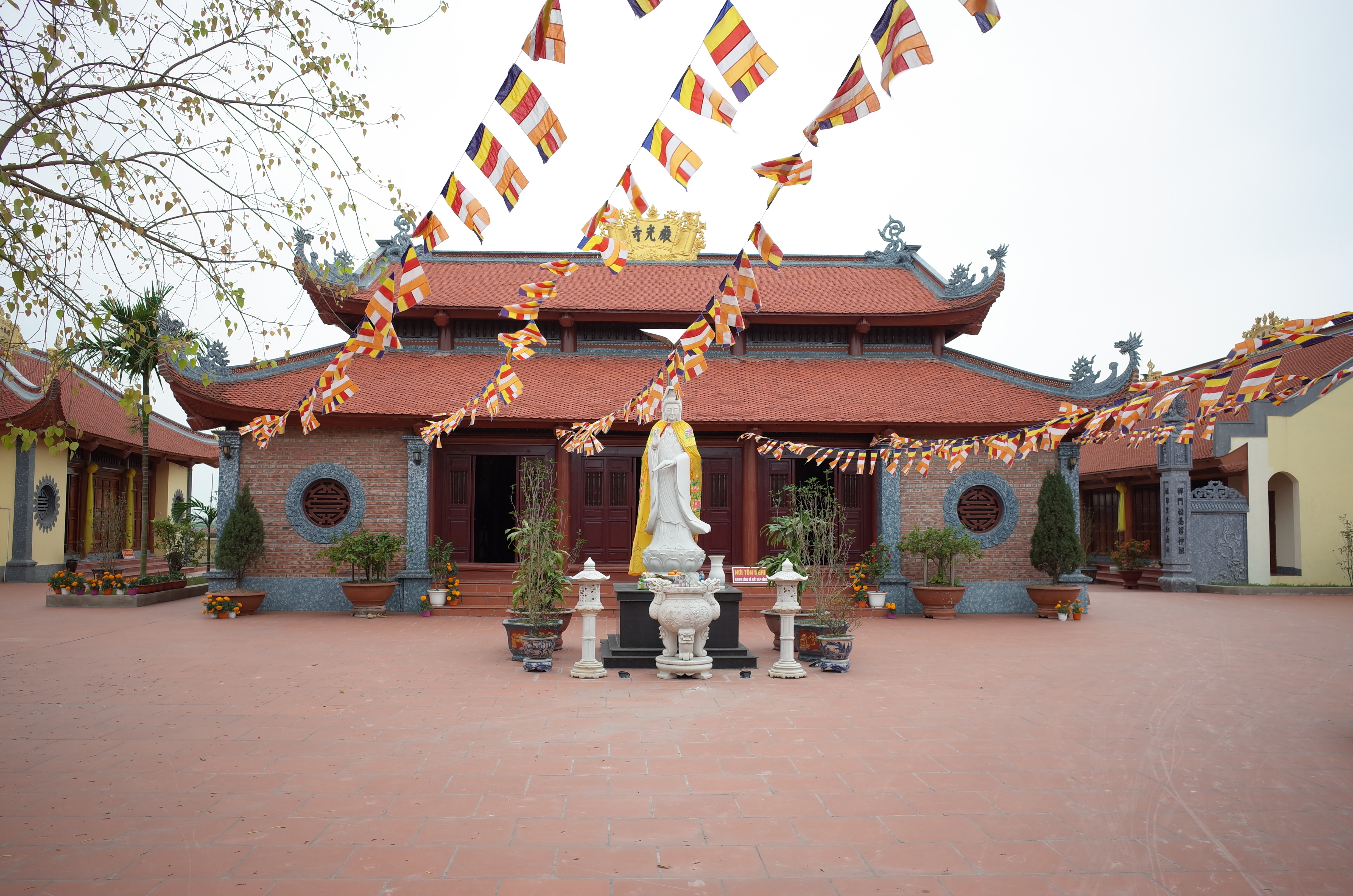
Tượng Phật Bà chùa Nghiêm Quang, thôn Thận Trai
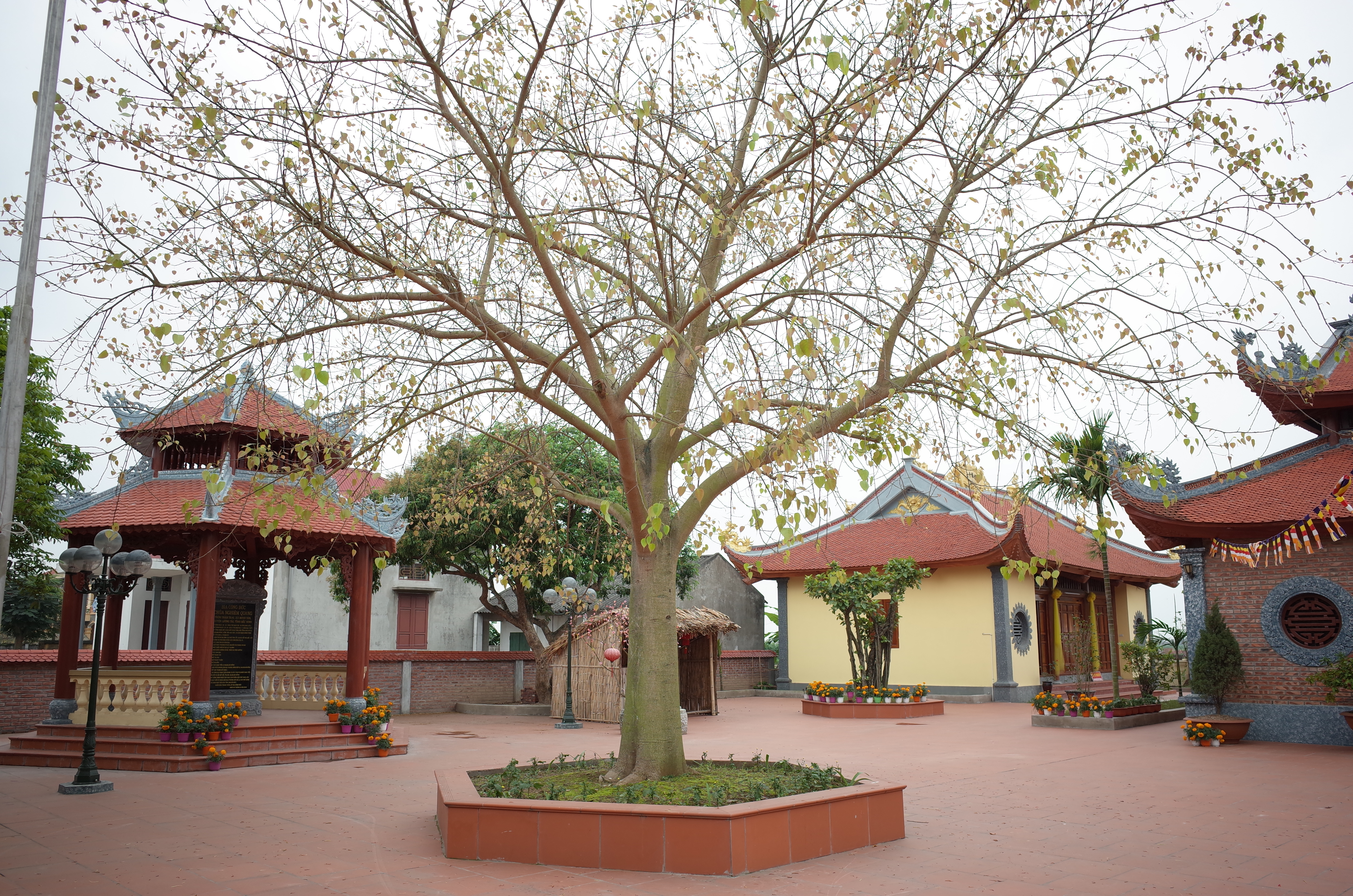
Cảnh quan chùa Nghiêm Quang, thôn Thận Trai
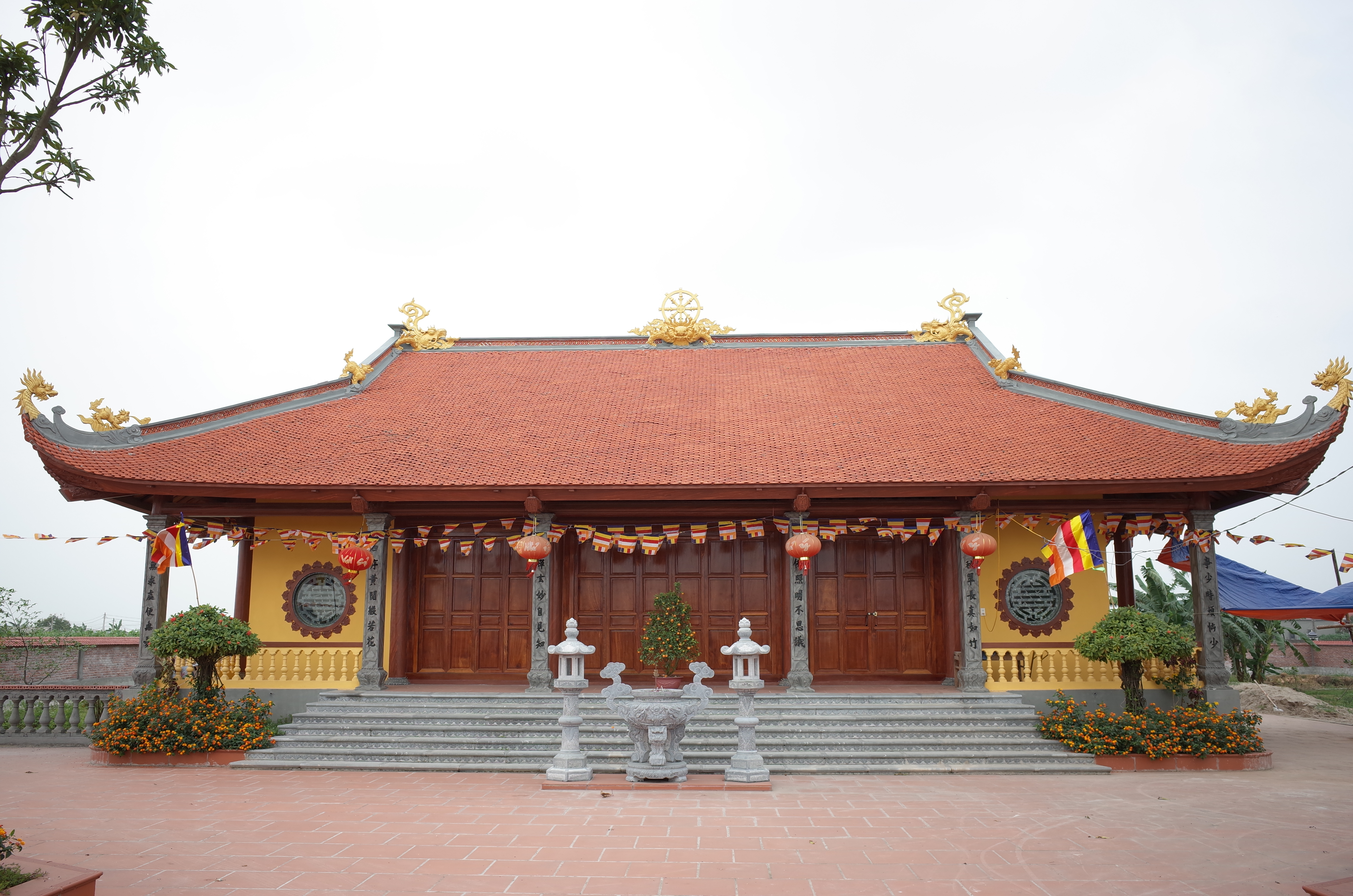
Chùa Kim Quang, thôn Hương Trai